# 聖高隆邦
聖高隆邦（540年—615年11月23日），又譯作聖高隆龐，中世紀著名的天主教愛爾蘭僧侶，在歐洲許多地方建立了修道院，最著名的是在法國的Luxeuil及義大利的Bobbio。

他的名字，在蓋爾語中，是白鴿的意思。他是愛爾蘭的主保聖人。

## 早年修行与远渡高卢
公元540年，圣高隆邦（Saint Columbanus）出生于爱尔兰伦斯特省的一个贵族家庭。早年，他在班戈尔修道院潜心修行长达25年。彼时的爱尔兰虽已接受基督教，但外部环境充满敌意，修士们常需以“拉丁文专家”身份为贵族服务以自保。然而，圣高隆邦对宗教知识的渴望超越世俗，他决心离开故土，前往欧洲大陆传播信仰。
585年，圣高隆邦效仿前辈圣高隆（Saint Columba）的传教传统，率领12名门徒抵达高卢（今法国）。他惊讶地发现，当地教会虽名义上属于基督教，却缺乏严格的苦修戒律与忏悔实践。为此，他在勃艮第地区建立了安格里、丰坦纳和勒苏伊三座修道院，试图以爱尔兰式苦修精神重塑当地信仰。  

## 严苛戒律与教会冲突
圣高隆邦的修道院以极端严格的戒律闻名。修士需严守清规：每日仅以面包、蔬菜和水为生，日夜轮班诵经（即“永远赞美”制度），甚至因细微过失遭受鞭刑——例如祷告迟到抽打50下，与女性交谈不当则鞭笞200下。这种严苛管理虽吸引了许多贵族子弟加入，却与高卢教会主流的本笃派温和作风背道而驰。  
更激烈的矛盾源于圣高隆邦对教会世俗化的批判。他认为高卢主教们固守罗马旧制，仅服务于城市精英，忽视乡村民众的信仰需求。当被要求参加索恩河畔沙隆主教会议澄清立场时，他拒绝出席，转而寄去一封讽刺信，指责教会脱离群众。此举激怒神职人员，他们联合勃艮第摄政王后布伦希尔德（Brunhilda）施压，迫使圣高隆邦于610年逃离高卢。  

## 流亡传教与阿尔卑斯山的分歧
圣高隆邦计划经南特返回爱尔兰，但船只失事让他将此视为“天意”，转而向东南方的巴伐利亚异教徒地区进发。穿越阿尔卑斯山途中，他的同伴圣加仑（Saint Gall）因重病滞留康斯坦茨湖畔的阿尔邦，并在此建立修道院（即今瑞士圣加仑修道院的前身）。圣高隆邦对此深感愤怒，认为圣加仑违背使命，两人分道扬镳。
孤身抵达伦巴第王国后，圣高隆邦得到国王阿吉洛夫的支持，于612年（或613年）在意大利北部创立博比奥修道院。这座修道院融合爱尔兰与本土传统，成为欧洲重要的学术中心。此时，他的宿敌布伦希尔德王后因政变倒台，法国新王克洛泰尔二世（Chlothar II）邀请他重返吕克瑟伊，但圣高隆邦选择留在博比奥，直至615年去世。  

## 晚年反思与历史遗产
晚年的圣高隆邦对自身刚愎性格有所反省。他曾因圣加仑的“背叛”大发雷霆，但临终前将权杖寄予对方以示和解。此外，他致信教宗博尼法斯四世，批评教廷懒散怠惰，言辞依旧犀利。尽管性格执拗，圣高隆邦的贡献不可磨灭：他创立的修道院网络遍布欧洲，包括吕克瑟伊、圣加仑、博比奥等，许多后来发展为重要城市。  
这些修道院不仅是信仰中心，更是文化复兴的摇篮。修士们在“抄经室”中誊写爱尔兰传入的经卷，保存了大量古典文献，为加洛林文艺复兴奠定基础。圣高隆邦的门徒秉持勤学精神，推动了欧洲学术与教育的复苏。